# Carmen de Hastingae Proelio
Il Carmen de Hastingae Proelio (Canzone della battaglia di Hastings) è un poema in latino medievale narrante la conquista normanna dell'Inghilterra, che l'opinione storica corrente identifica con il poema perduto scritto da Guido di Amiens. Venne scoperto nel 1826 da Georg Heinrich Pertz all'interno di un'antologia, la cui datazione è anch'essa oggetto di dibattito, ed oggi esistente in un'unica copia conservata alla Bibliothèque royale de Belgique, apparentemente un esemplare dell'inizio del XII secolo ricavato dall'originale del secolo precedente. È una fonte molto ostile verso Aroldo (sulla scia di Guglielmo di Poitiers) e verso gli anglosassoni.

## Descrizione
Il poema esordisce con una dedica a L... da parte di W..., che, tra gli altri, il professor Frank Barlow ha identificato in Lanfranco di Canterbury (Lanfrancum) e Guido (Wido). Per quanto dibattuto, questo punto consentirebbe di datare la redazione iniziale al 1070 circa, qualora il testo fosse appunto da attribuire a Guido (Lanfranco venne consacrato arcivescovo di Canterbury nell'agosto 1070 e Guglielmo di Jumièges fa menzione dell'opera nel 1071).
La narrazione dell'impresa normanna comincia con la descrizione della flotta del duca di Normandia ancorata a Saint-Valery-sur-Somme in attesa di un vento favorevole (settembre 1066). La descrizione della battaglia di Hastings occupa all'incirca un terzo dell'opera, e contiene diverse scene non riferite dalle altre fonti contemporanee, come la provocazione del giocoliere Taillefer di fronte agli inglesi, i quattro uccisori di Harold Godwinson (tra cui viene nominato lo stesso Guglielmo), il ruolo di negoziatore di Ansgard all'assedio di Londra, la presenza in battaglia di Pugliesi, Calabresi e Siciliani. Si conclude con l'incoronazione di Guglielmo a Westminster (dicembre 1066).
Per R. H. C. Davis, la forma e il tono del poema, esageratamente eloquente, con riferimenti classici, lo inquadrano come esercizio letterario. Non è dello stesso avviso Elisabeth van Houts, che attribuisce il poema a Guido di Amiens.
Si compone di 835 righe di pentametri ed esametri, ed è mutilo della fine. La prima edizione fu a cura di Henry Petrie in Inghilterra, e di Francisque Michel in Francia, negli anni 1840..
Mostrando tutti i segni di un lavoro affrettato, il Carmen venne probabilmente composto entro alcuni mesi dall'incoronazione di Guglielmo a re d'Inghilterra (Natale 1066), forse nel 1067 attorno a Pasqua, per essere declamato durante i festeggiamenti reali in Normandia, cui presiedette lo stesso Guglielmo. I motivi per la sua composizione e declamazione dovettero avere a che fare con la famiglia del vescovo Guido, in quel momento in disgrazia presso il re, nonostante il coinvolgimento di Ugo di Ponthieu (nipote di Guido), nella morte di re Aroldo ad Hastings: Guido voleva forse rimarcare presso il sovrano il ruolo avuto dalla propria famiglia nell'impresa d'Inghilterra. Inoltre, all'epoca, Guido non godeva dei favori del Papa, e desiderava forse appoggiarsi all'influenza normanna tramite il dono del Carmen; una terza possibilità (e con le altre non mutuamente esclusiva) è la caduta in disgrazia presso Guglielmo del conte Eustachio II di Boulogne, che dai contenuti del Carmen sembra essere un amico stretto o un parente della casata: quindi il Carmen potrebbe essere stato composto per presentare il conte Eustachio in una luce favorevole.

## Controversie sull'origine dell'opera
Complessivamente il Carmen è la più vivida delle fonti scritte, e praticamente l'unica a fornire nel dettaglio un punto di vista non normanno: è stata proprio l'estrema vivezza del poema a farlo porre sotto accusa come un falso, un'opera d'invenzione, o almeno a farlo ritenere una fonte tarda, del XII secolo; alcuni storici, come Frank Barlow, all'opposto ne sostengono la composizione precocissima, databile forse già al 1067.
In un primo momento, il poema fu identificato senza dubbi con quello scritto da Guido, vescovo di Amiens dal 1058 al 1075, la cui esistenza è menzionata dal cronista Orderico Vitale nella sua Historia ecclesiastica:
Nel 1944, tuttavia, G. H. White sostenne che il poema non è una fonte originale, ma probabilmente un'opera basata su fonti del XII secolo. Più recentemente, alla fine degli anni sessanta, Sten Körner e dopo di lui Frank Barlow rigettarono tale tesi, descrivendo il Carmen come la fonte più antica esistente riguardo all'episodio storico, «più completa delle Gesta Normannorum Ducum di Guglielmo di Jumièges, più obiettiva ed affidabile delle Gesta Guillelmi di Guglielmo di Poitiers, e più esplicita dell'arazzo di Bayeux».
Nel 1978, R. H. C. Davis rimarcò come Orderico Vitale menzioni il poema di Guido di Amiens e le Gesta Guillelmi di Guglielmo di Poitiers tra le fonti utilizzate per la propria opera.. Ciononostante, Vitale non ha attinto nulla dal Carmen che già non fosse presente nell'opera di Guglielmo di Poitiers: Davis argomenta come strano che Vitale non riprenda le scene inedite contenute nel Carmen, e che ben difficilmente non le avrebbe riportate se solo ne avesse avuto la conoscenza. Certe scene inedite, inoltre, fanno la loro apparizione, in versioni alternative, anche negli scritti di Guglielmo di Malmesbury ed Enrico di Huntingdon (XII secolo), suggerendone ciò un'origine leggendaria.
Davis rimette in discussione anche la datazione della copia del manoscritto, che i paleografi situano attorno al 1100: per Davis, «esistono numerose ragioni per pensare che il manoscritto dati successivamente al 1100, [...] e non esiste nessuna ragione paleografica per pensare che il Carmen non possa essere un romanzo cavalleresco del XII secolo». Davis, appoggiandosi anche su altre incoerenze, conclude che il poema sia un esercizio letterario composto in una scuola del nord della Francia, o del sud delle Fiandre, tra il 1125 e il 1140, e che conseguentemente non abbia nulla a che fare col poema di Guido di Amiens.
Elisabeth van Houts rifiuta le argomentazioni di Davis e, analizzando la poesia medievale latina del periodo 1066-1135, arriva alla conclusione che il Carmen sia realmente il poema perduto di Guido di Amiens. Van Houts dimostra che i documenti amministrativi pervenutici attestano la presenza continua di Guido alla corte di Filippo I di Francia, durante la conquista normanna, fino al viaggio in Inghilterra al seguito della regina Matilde (primavera 1068). Le informazioni che Guido include nel suo poema sono dunque principalmente di fonte francese, il che spiegherebbe le incoerenze ed altri elementi leggendari.
Una terza ipotesi, in grado di conciliare le altre due ma di difficile prova, è che il Carmen sia un'opera di autore sconosciuto, del 1100 circa, basata su Guido di Amiens, o che del lavoro di questi costituisca un abbellimento.